# Hyundai Palisade
Hyundai Palisade — полноразмерный кроссовер южнокорейского автопроизводителя Hyundai.

## История

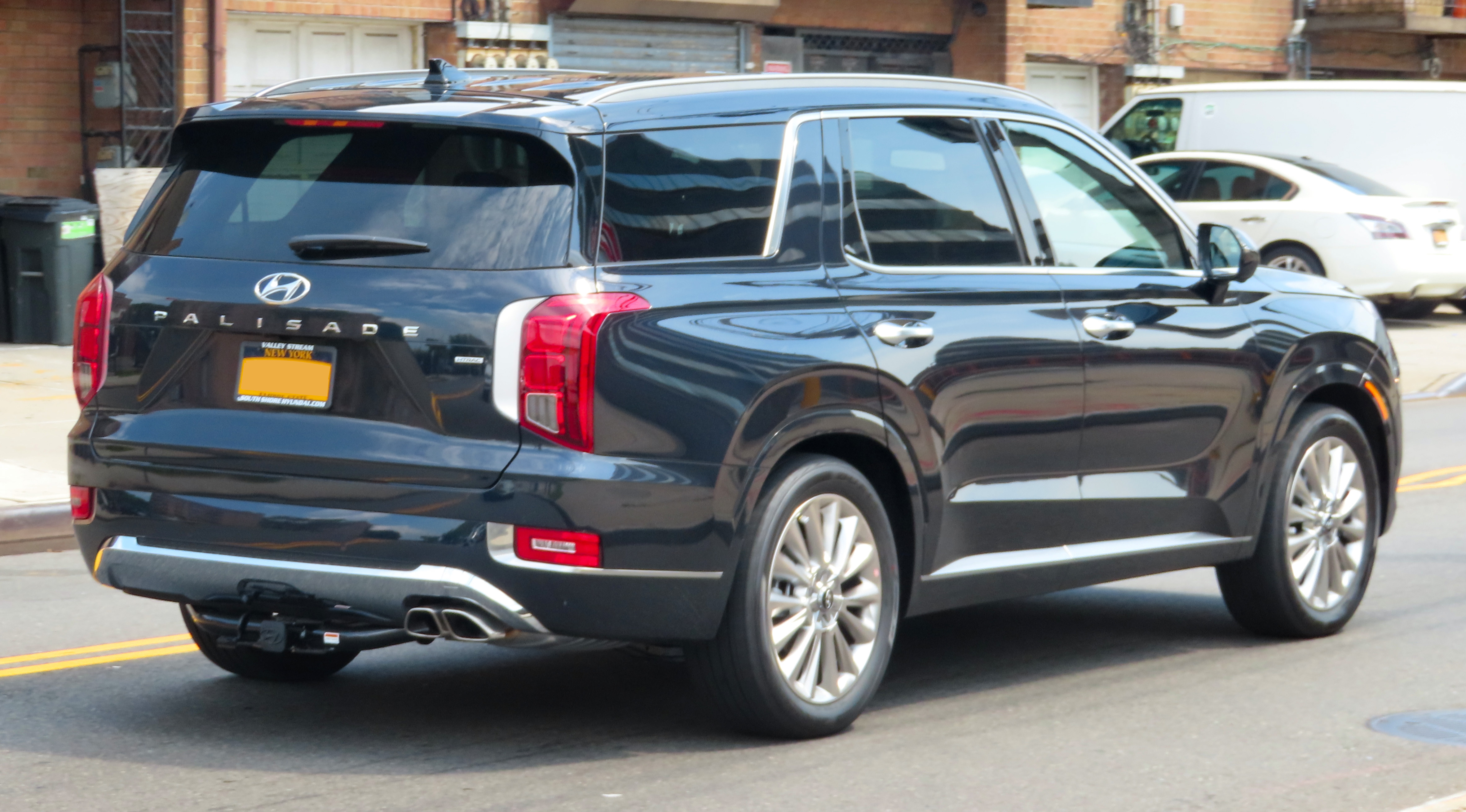
Hyundai Palisade

Кроссовер Hyundai Palisade представлен официально на Los Angeles Auto Show 29 ноября 2018 года. В модельном ряду компании автомобиль сменил модель Grand Santa Fe. Новинка стала больше по габаритам в сравнении со своим предшественником. В зависимости от комплектации, Palisade может иметь 7 или 8 посадочных мест. В длину Palisade практически достигает пяти метров (4980 мм) и примерно двух метров в ширину (1975 мм), а колесная база составляет 2900 мм. Объём багажного отсека у кроссовера составляет 510 литров. Третий и второй ряды складываются посредством электропривода в ровную площадку. Базовый Hyundai Palisade обладает восьмиместной компоновкой салона.

## Двигатели
3.5 L G6DC (Lambda II) MPI – бензиновый V6, 249 л.с.
2.2 L D4HB (2.2 CRDi) – дизельный l4 16V, 200 л.с.